# Pseudoaulolaimus anchilocaudatus
Pseudoaulolaimus anchilocaudatus is een rondwormensoort uit de familie van de Aulolaimidae. De wetenschappelijke naam van de soort is voor het eerst geldig gepubliceerd in 1931 door Imamura.